# Псалти, Георгий Григорьевич
Георгий Григорьевич Псалти (1864, Мариуполь — 1940, Мацеста) — общественный деятель XIX века, агроном и садовод, депутат городской думы Мариуполя, приазовский грек по происхождению.

## Биография
Родился в богатой греческой семье, где было шестеро детей. Жил на улице Таганрогской (ныне улица Куинджи), дом №29. Отец – Григорий Константинович Псалти. Начальное образование Георгий Псалти получил в Мариупольской Александровской мужской гимназии, которую окончил с отличием. Проявлял склонность к ботанике, садоводству, растениеводству. После окончания гимназии уехал на обучение во Францию. Учился в школе сельского хозяйства в городе Марсель, затем в версальской высшей школе садоводства. Также в пригороде Парижа Гамбе занимался птицеводством. После чего вернулся в Мариуполь.

## Мариупольский период
В 1889 года Георгий Псалти перепланировал городской сад Мариуполя, также заложил первый в городе сквер. Свободно владевший французским Георгий Псалти перевел на русский язык французскую книгу «О прививке деревьев» (фр. «À propos de la greffe d'arbres»), и опубликовал за свой счёт перевод в 1893 году. В 1901 году заложил питомник в Самариной балке. В 1902 году организовал и провел в городе первый День деревонасаждений. Тогда на улицах Мариуполя одномоментно высадили 1100 декоративных деревьев. В 1901 году стал депутатом Мариупольской городской Думы. Был основным автором законопроекта об «Обязательных наставлениях о высадке деревьев и их охране в Мариуполе», принятого городской думой 25 марта 1911 года. Согласно этому документу домовладельцев города обязали «проводить за свой счет насаждения деревьев на улицах и площадях», а также перед сооружениями, которыми они владели, и что «вдоль Екатерининской улицы должен быть высажен туркестанский тополь, а вдоль всех остальных – серебристый тополь, акация, ясень, осокор, ива и др».
Георгий Псалти несколько раз выезжал в Санкт-Петербург, чтобы получить в Министерстве земледелия разрешение на создание в Мариуполе частной школы садоводства. После того, как Псалти наконец получил разрешение, он основал трехлетнюю школу садоводства, где преподавал бесплатно.

## Политические взгляды
Придерживался либеральных политических взглядов. В Мариуполе близко сошелся с корреспондентом русскоязычной газеты «Приазовский край» Александром Поповым, писавшим под псевдонимом Александр Серафимович. Оба с сочувствием отнеслись к забастовке рабочих на заводе «Русский Провиданс». Когда начался суд над руководителями забастовки, они оплатили для них услуги квалифицированных петербургских адвокатов.

## Последние годы жизни
Последние годы жизни провёл в городе Мацеста, где и умер в 1940 году.